# Lake Hotel
El Lake Hotel es uno de una serie de hoteles construidos para acomodar a los visitantes del Parque Nacional de Yellowstone a finales del siglo XIX y principios del XX. Construido en 1891, es el hotel en funcionamiento más antiguo del parque. Fue rediseñado y ampliado sustancialmente por Robert Reamer, arquitecto del Old Faithful Inn en 1903. En contraste con el Old Faithful Inn y muchas otras instalaciones del parque occidental, el Lake Hotel es una estructura de renacimiento colonial con tablillas relativamente sencilla con tres grandes pórticos jónicos que dan al lago Yellowstone. Fue designado Monumento Histórico Nacional en 2015.
El hotel original de 1891 era una gran estructura de tres pisos con bahías salientes en cada extremo. Su construcción fue supervisada por RR Cummins para Northern Pacific Railway, que estaba construyendo otros dos hoteles similares en el parque. La remodelación de Reamer en 1903 cambió estas proyecciones a los actuales pórticos jónicos. En este momento se añadió una extensión hacia el este, con un tercer pórtico a juego. En 1922-23 se llevó a cabo una nueva ampliación hacia el este, esta con un techo plano. En 1928 se añadió un ala oeste de dos plantas, ampliando el comedor y añadiéndole un solárium al frente. Todo el hotel fue completamente renovado entre 1984 y 1990.
Está junto al distrito histórico Lake Fish Hatchery y el distrito histórico Grand Loop Road.
El ala oeste se renovó en el invierno y la primavera de 2012, incluido el comedor formal y el hermoso solárium/salón. Las habitaciones restantes en el extremo este se renovarán durante el otoño y el invierno de 2013-2014.
Lake Yellowstone Hotel & Cabins es miembro de Historic Hotels of America, el programa oficial del National Trust for Historic Preservation.